# Era eduardiana

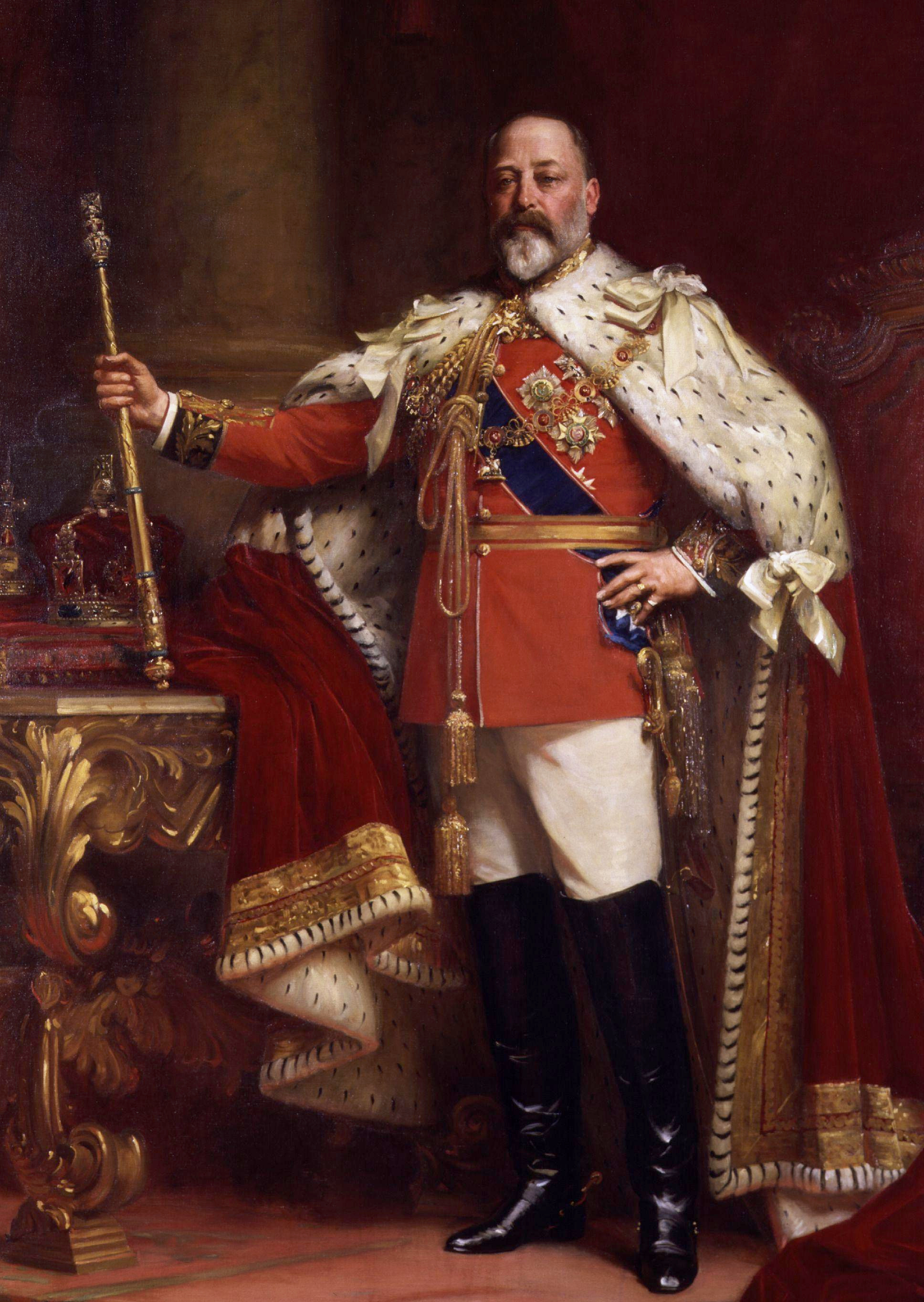
Eduardo VII do Reino Unido

A era eduardiana ou período eduardiano corresponde ao período de 1901 a 1910 no Reino Unido, durante o reinado do rei Eduardo VII. Seu equivalente, na França, é a Belle Époque.
A morte da rainha Vitória do Reino Unido em janeiro de 1901 e a sucessão de seu filho Eduardo, marcaram o fim da era vitoriana. Enquanto Vitória tinha evitado a sociedade, Eduardo era o líder de uma elite elegante que definia um estilo influenciado pela arte e moda da Europa continental — talvez por causa da predileção do rei em viajar. A época foi marcada por mudanças significativas na política, como setores da sociedade que tinham sido em grande parte excluídos do poder empunhando no passado, tais como trabalhadores e mulheres comuns, tornou-se cada vez mais politizado.
O período eduardiano às vezes é estendido para além da morte de Eduardo em 1910, para incluir os anos até o naufrágio do RMS Titanic, em 1912, o início da Primeira Guerra Mundial em 1914, o fim das hostilidades com a Alemanha em 1918, ou a assinatura do Tratado de Versalhes, em 1919.

## Classe e sociedade
Socialmente, a era eduardiana foi o período durante o qual o sistema de classe britânico estava em suas mais rígidas, embora paradoxalmente, mudanças no pensamento social, particularmente o crescente interesse no socialismo, a atenção à situação angustiosa dos pobres e às condições das mulheres, expressado na, por exemplo, questão do sufrágio feminino, juntamente com as crescentes oportunidades econômicas (como resultado da rápida industrialização). Essas mudanças deveriam ser aceleradas no rescaldo da Primeira Guerra Mundial.

### Status da mulher
Embora o aborto fosse ilegal, foi, no entanto, a forma mais comum de controle de natalidade em uso. Utilizado predominantemente por mulheres da classe trabalhadora, o procedimento foi utilizado não só como meio de interromper a gravidez, mas também para evitar a pobreza e o desemprego. Se uma mulher morresse ou ficasse doente de um aborto, o abortista poderia ser preso ou até mesmo condenado à morte. Aqueles que transportavam os anticoncepcionais também poderiam ser legalmente punidos.
Controle de natalidade foi amplamente utilizado, mas não foi amplamente discutido. À medida que o padrão de vida aumentava, assim como a prevalência de contracepção e aborto. As pessoas não queriam fornecer para famílias maiores, mas sim para ter famílias menores e mais dinheiro. Contraceptivos ficaram mais caros ao longo do tempo e tiveram um alto índice de fracasso. Ao contrário dos contraceptivos, o aborto não precisava de nenhum planejamento prévio e foi menos caro. Anúncios de jornais foram usados para promover e vender abortivos indiretamente. Nem toda a sociedade estava aceitando nos contraceptivos e no aborto, e o oposto o via tanto como parte de um mesmo pecado.

## As artes
O período eduardiano era também conhecido por Belle Époque. Apesar de sua curta preeminência, é caracterizado por seu próprio e único estilo arquitetural, bem como por seus estilos de vida e de moda. A Art Nouveau, em particular, teve uma forte influência. Nos Estados Unidos, a era eduardiana foi seguida pelo período de Arts & crafts em desígnio e arte que correntemente passou pelo Reino Unido.

### Teatro
O teatro, durante o período eduardiano, é marcado pela ascensão do Novo Drama, ou peças de George Bernard Shaw, Harley Granville-Barker, e implicações por Henrik Ibsen, Gerhart Hauptmann; o declínio do sistema ator/diretor encabeçado por sir Henry Irving, sir George Alexander e sir Herbert Beerbohm Tree, que terminou efetivamente no começo da Primeira Guerra Mundial; e a popularidade prolongada da atuação do music hall.

### Literatura
Na ficção, alguns dos nomes mais conhecidos foram J. M. Barrie, Arnold Bennett, G. K. Chesterton, Joseph Conrad, E. M. Forster, John Galsworthy, Kenneth Grahame, Rudyard Kipling, Edith Nesbit, Beatrix Potter, Saki, George Bernard Shaw, H. G. Wells, Edith Wharton, e P. G. Wodehouse.
Além destes escritores famosos, este foi um período em que um grande número de romances e contos foram sendo publicados, e uma distinção significativa entre a literatura "intelectual" e ficção popular emergiu. Entre as mais famosas obras de crítica literária estão a Tragédia Shakespeariana de A. C. Bradley (1904). Jornais de audiência em massa, controlados por magnatas da imprensa, como os irmãos Harmsworth, Alfred Harmsworth e Harold Harmsworth, tornaram-se cada vez mais importantes.

## Esporte

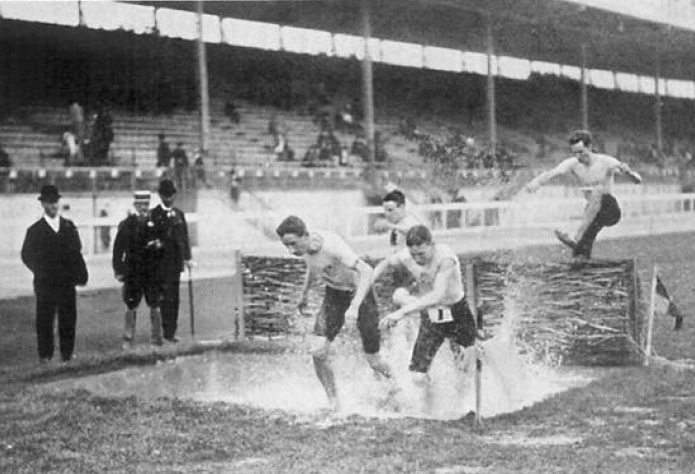
Jogos Olímpicos de Verão de 1908 em Londres: O salto de água na corrida de obstáculos.

Os Jogos Olímpicos de Verão de 1908 foram realizados em Londres. A popularidade dos esportes tendem a estar de acordo com as divisões de classe, com tênis e iatismo popular entre os muito ricos e futebol favorecido pela classe trabalhadora.

## Uma seleção de eventos significativos
- 1902: Fim da Segunda Guerra dos Bôeres na África do Sul.
- 1903: O primeiro voo - com a ajuda de uma catapulta mecânica - realizado pelos Irmãos Wright.
- 1907: Início do movimento escoteiro, fundado por Robert Baden-Powell.
- 1908: Jogos Olímpicos de Verão de 1908, em Londres.
- 1909: Louis Blériot cruza o Canal da Mancha pelo ar.
- 1910: Criação da União Sul-Africana.
- 1912: Naufrágio do RMS Titanic.
- 1914: Começo da Primeira Guerra Mundial.
- 1915: A invasão britânica da Batalha de Gallipoli falha.
- 1916: Batalha do Somme.
- 1917: Estados Unidos entram na Primeira Guerra Mundial.
- 1918: Fim da Primeira Guerra. Pandemia da gripe espanhola.